# Cadra
Cadra is een geslacht van vlinders van de familie snuitmotten (Pyralidae), uit de onderfamilie Phycitinae.

## Soorten
- C. abstersella (Zeller, 1847)
- C. acuta Horak, 1994
- C. afflatella Mann, 1855
- C. amsella Roesler, 1965
- C. calidella - Vruchtmot (Guenee, 1845)
- C. cautella - Amandelmot (Walker, 1863)
- C. corniculata Horak, 1994
- C. delattinella Roesler, 1965
- C. figulilella - Vijgenmot (Gregson, 1871)
- C. furcatella (Herrich-Schäffer, 1849)
- C. perfasciata Horak, 1994
- C. rectivittella (Ragonot, 1901)
- C. reniformis Horak, 1994
- C. rugosa Horak, 1994